# Herbert Fisher

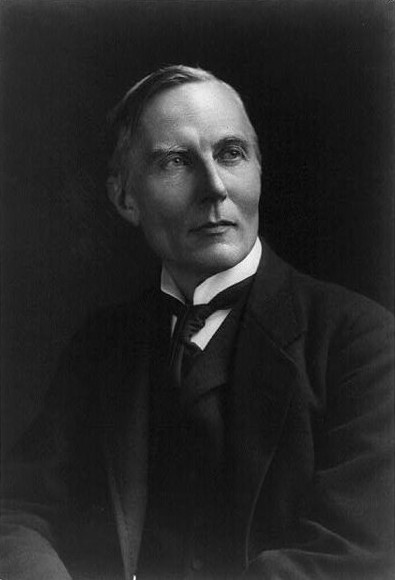
Herbert Fisher

Herbert Albert Laurens Fisher (Londen, 21 maart 1865 - ?, 18 april 1940) was een Engels historicus, leerkracht en liberaal politicus. 
In 1916 werd Fisher verkozen tot Brits parlementslid voor de regio Sheffield Hallam en als regeringslid tijdens het bewind van David Lloyd George, als voorzitter van de Raad van Onderwijs. In deze functie was hij van grote invloed op het formuleren van de Education Act in 1918. Die stelde schoolbezoek verplicht voor kinderen tot de leeftijd van 14 jaar. In 1918 werd Fisher voorzitter van de Combined English Universities (alle Engelse universiteiten behalve Cambridge, Oxford en Londen). 

## Later leven
Fisher trad op 15 februari 1926 terug uit de politiek om toezichthouder te worden op het New College van de Universiteit van Oxford. Daar bleef hij tot zijn overlijden. Op Oxford publiceerde hij ook zijn boekwerk History of Europe (1935) in drie delen. In 1937 ontving Fisher de Order of Merit, nadat hij in 1927 al bekroond werd met de James Tait Black Memorial Prize, een Britse boekenprijs. De laatste kreeg hij voor zijn biografie James Bryce, Viscount Bryce of Dechmont, O.M. Fishers boek Our New Religion werd opgenomen in de Thinker's Library.

## Opleiding en familie
Fisher volgde opleidingen in Winchester en op het New College van de Universiteit van Oxford. In 1912 werd hij benoemd tot rector magnificus van de Universiteit van Sheffield. Fisher was de oudste zoon van historicus Herbert William Fisher (1826-1903, auteur van Considerations on the Origin of the American War) en Maria Louisa Jackson (1841-1916). In 1899 trouwde Fisher met de econoom en historicus Lettice Ilbert (1875-1956). Hun enige kind was de Britse academica Mary Bennett. Fisher was een volle neef van Virginia Woolf en schilderes Vanessa Bell.
Fishers zus Adeline Maria Fisher was de eerste vrouw van de componist Ralph Vaughan Williams. Zijn andere zus Florence Henrietta Fisher trouwde zowel met advocaat Frederic William Maitland als met Francis Darwin.  